# Z̧olmeh Nūr
Z̧olmeh Nūr (persiska: ظلمه نور, Z̧olmeh Sūr) är en ort i Iran.   Den ligger i provinsen Kermanshah, i den västra delen av landet, 500 km väster om huvudstaden Teheran. Z̧olmeh Nūr ligger 1 273 meter över havet och antalet invånare är 115.
Terrängen runt Z̧olmeh Nūr är kuperad åt sydväst, men åt nordost är den bergig. Terrängen runt Z̧olmeh Nūr sluttar västerut. Runt Z̧olmeh Nūr är det ganska tätbefolkat, med 72 invånare per kvadratkilometer. Närmaste större samhälle är Sharak-e Tamarkhān, 9,1 km sydost om Z̧olmeh Nūr. Omgivningarna runt Z̧olmeh Nūr är i huvudsak ett öppet busklandskap.